# Fritz Nonnenbruch
Fritz Nonnenbruch (* 26. März 1895 in Bordeaux; † April 1945) war ein deutscher nationalsozialistischer Journalist und Propagandist. Sein Fachgebiet war die Wirtschaft.

## Leben
Nonnenbruch wurde 1895 in Bordeaux geboren. Er war leitender Wirtschaftsredakteur des Völkischer Beobachters. Er schrieb Bücher und Broschüren im Auftrag der NSDAP, aber auch privat. Sein Denkstil wurde in akademischen Kreisen als journalistisch bezeichnet, an den keine wissenschaftlichen Maßstäbe angelegt werden könnten. In dieser Weise wurde 1941 eine NSDAP-gestützte Bewerbung Nonnenbruchs für eine Berufung an die Reichsuniversität Straßburg abgelehnt.

## Publizistische Aussagen
Nonnenbruchs Hauptwerk ist Die dynamische Wirtschaft von 1936, unverändert aufgelegt bis 1944. Darin stellt er Forderungen an die Unternehmer: das Recht auf Arbeit und die Abkehr von rücksichtsloser Profitmaximierung. In seinem Buch Politik, Technik und Geist von 1939 setzte Nonnenbruch eine Klammer zwischen Technik und biologistischer Ideologie, indem er die großen historischen Entwicklungslinien der Technik aufgespürt zu haben glaubte, Technik als Ausdruck von „rassebedingter Genialität“ verstand und zugleich ein „völkisches Schöpfertum“ propagierte. In seinen Europa-Büchern von 1925 und 1939 spricht Nonnenbruch sich für eine kontinentaleuropäische, besonders südosteuropäische Wirtschaftsgemeinschaft aus.
Als Leiter des Wirtschaftsteils des Völkischen Beobachters forderte Nonnenbruch im April 1940 die notwendige Anpassung der Aufgaben der NSDAP an die Bedingungen des Krieges, was er als Reform der Verwaltungsmethoden, nicht der Verwaltung selbst bezeichnete. Diese Reform beginne damit, so erläuterte er mit offenen Worten, dass die NSDAP „alle die Aufgaben auf sich nimmt, die kein staatlicher Verwaltungsapparat bewältigen kann. Der Staat kann nicht aufrufen zum Kohleschippen, ohne zu bezahlen-Die politischen Leiter haben die Schaufel selbst in die Hand genommen....Die Partei ist eine derartige Reserve von gewaltigstem Umfange“. Das „unbezahlte Kohleschippen“ mithilfe der Nazipartei, vor allem mithilfe der Milliopnen Mitglieder, und damit die NSDAP selbst, galten für Nonnenbruch nicht nur als eine ganz profane Profitquelle, sondern vor allem auch als ein Mittel zur Lösung des immer prekärer werdenden Arbeitskräfteproblems, das in wachsendem Maße gleich einer Schlüsselfrage der weiteren Kriegführung tief in den politischen Bereich hineingriff.

## Veröffentlichungen (Auswahl)
- Das vereinigte Europa. 1925.
- Die dynamische Wirtschaft. Zentralverlag der NSDAP, München 1836; mehrere Auflagen bis 1944.
- Politik, Technik und Geist Das Dritte Reich und der Kapitalismus. München 1939.
- Neuordnung in Europa. Gedanken eines Wirtschaftlers. Alisch, Berlin 1939.